# Brigitte Macron

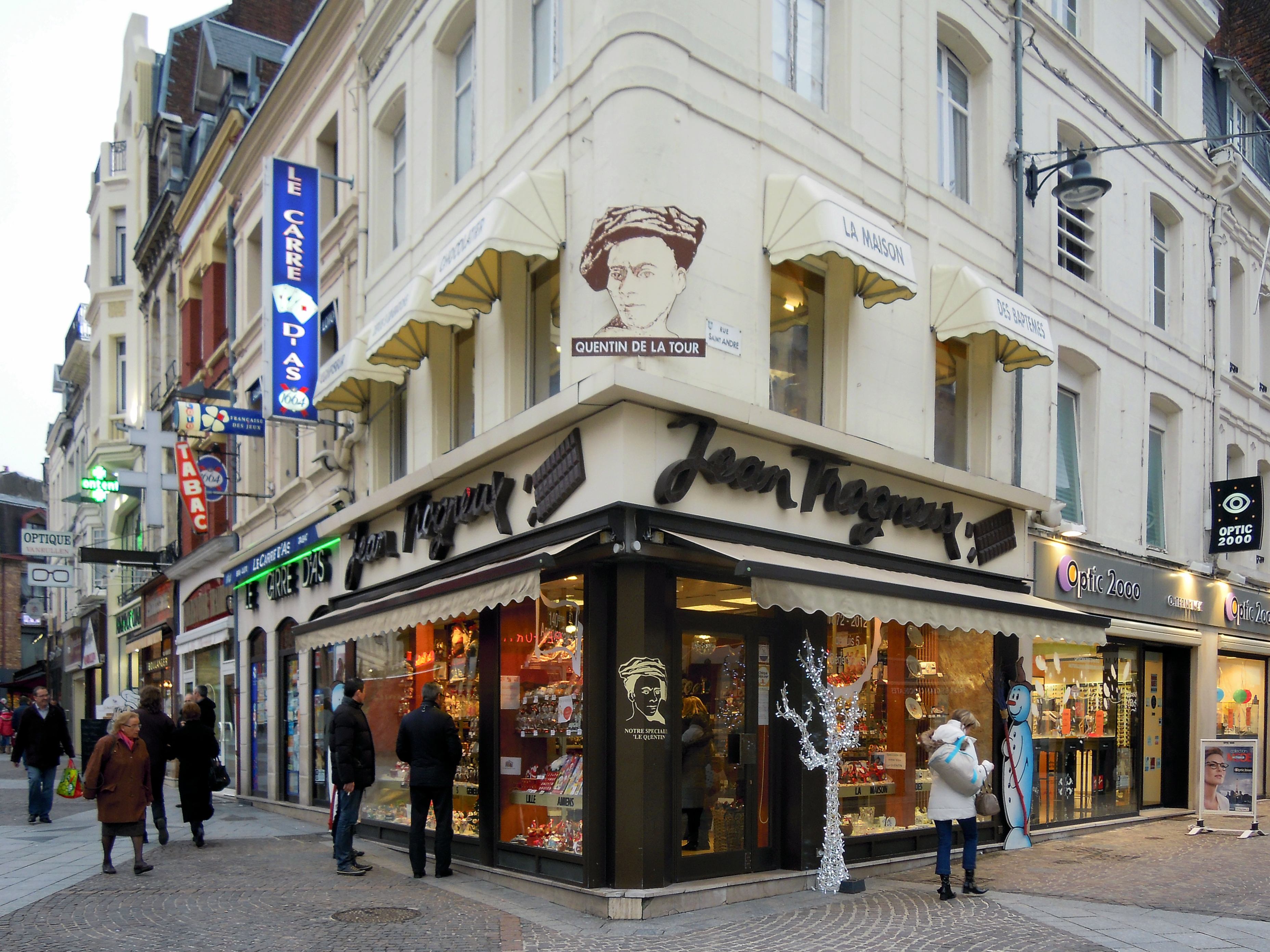
Magazinul Jean Trogneux din Saint-Quentin, 2012

Brigitte Marie-Claude Macron (pronunție în franceză [bri.ʒit ma.ʁi klodə ma.kʁɔ᷉] născută Trogneux, anterior Auzière, pronunție în franceză [o.zjɛːʁ]; n. 13 aprilie 1953, Amiens, Franța) este o profesoară de liceu și soția lui Emmanuel Macron, președintele Republicii Franceze. Începând cu anul 2015, Brigitte Macron predă literatura la Liceul Saint-Louis de Gonzague din Paris.

## Viața timpurie și educația
Brigitte Macron s-a născut cu numele de Brigitte Marie-Claude Trogneux la Amiens, Franța. Părinții ei erau Simone (născută Pujol; 1910-1998) și Jean Trogneux (1909-1994), proprietarii de cinci generații a Chocolaterie Trogneux, fondată în 1872 la Amiens. Compania, cunoscută acum sub numele de Jean Trogneux, este condusă azi de nepotul ei, Jean-Alexandre Trogneux.

## Cariera
Brigitte Auzière a predat literatura la Colegiul Lucie-Berger din Strasbourg în anii 1980. Prin anii 1990, ea a predat limbile franceză și latină la Liceul la Providence din Amiens. În vremea când preda la acest liceu, l-a cunoscut pe Emmanuel Macron. El a participat la cursurile ei de literatură și la cursurile de teatru de care ea era responsabilă. La acea vreme, Brigitte Auzière era căsătorită și mamă a trei copii.
Povestea lor de dragoste nu a fost una tipică, ea fiind mai mare cu 24 de ani și 8 luni decât el; Macron a descris-o ca pe „o iubire adesea clandestină, adesea ascunsă, neînțeleasă de mulți înainte să se impună”.

## Politica
Brigitte Auzière a candidat în 1989 pentru consiliul local al localității Truchtersheim, dar a pierdut. A fost singura dată când a candidat pentru o poziție politică.
Brigitte Macron a jucat un rol important în campania soțului ei; un consilier a spus că „prezența ei este esențială pentru el”. Macron a declarat că, după câștigarea președinției franceze, soția lui va avea „rolul pe care l-a avut mereu pentru mine, ea nu va fi ascunsă”.

## Viața personală
La 22 iunie 1974 s-a căsătorit cu bancherul André-Louis Auzière, cu care are trei copii: Sébastien Auzière (născut în 1975), cardioloaga Laurence Auzière-Jourdan (născută în 1977) și Typhaine Auzière (născută în 1984). Au locuit în Truchtersheim până în 1991, când s-au mutat la Amiens. A divorțat de Auzière în 2006 și s-a căsătorit cu Macron în 2007.